# Cephalopholis aurantia
Cephalopholis aurantia es una especie de pez del género Cephalopholis, familia Serranidae. Fue descrita científicamente por Valenciennes en 1828.
Se distribuye por el Indo-Pacífico: islas del Océano Índico occidental a Japón y el Pacífico Central. La longitud total (TL) es de 60 centímetros. Habita en arrecifes y se alimenta principalmente de cangrejos. Puede alcanzar los 300 metros de profundidad.
Está clasificada como una especie marina inofensiva para el ser humano.